# Титиев, Оюб Салманович
Ою́б Салма́нович Тити́ев (род. 24 августа 1957, Лебединовка, Фрунзенская область) — российский правозащитник, аналитик московского отделения правозащитного центра «Мемориал» (с 2019), руководитель грозненского представительства правозащитного центра «Мемориал» (2009—2019). Школьный тренер (в 1980-х—1990-х годах).

## Биография и общественная деятельность
Предки Оюба Титиева — одни из первых поселенцев предгорного села Курчалой в Чечне. Однако родился он в селе Лебединовка Киргизии, куда его семья попала в результате депортации чеченцев в марте 1944 года. Вернувшись в Чечню, в родной Курчалой, Титиев, всю жизнь занимающийся спортом (борьбой, тяжёлой атлетикой), стал школьным учителем физкультуры, создал в селе детский спортивный клуб, из которого вышло немало профессиональных спортсменов. С 2000 года работает в «Мемориале» и Комитете «Гражданское содействие», занимался документацией нарушений прав человека в Чечне и реализацией гуманитарных проектов: помощью школам в горных районах Чечни, защитой мусульман от дискриминации в пенитенциарной системе и т. д. После убийства Натальи Эстемировой в 2009 году он возглавил деятельность «Мемориала» в Чечне.

## Уголовное дело

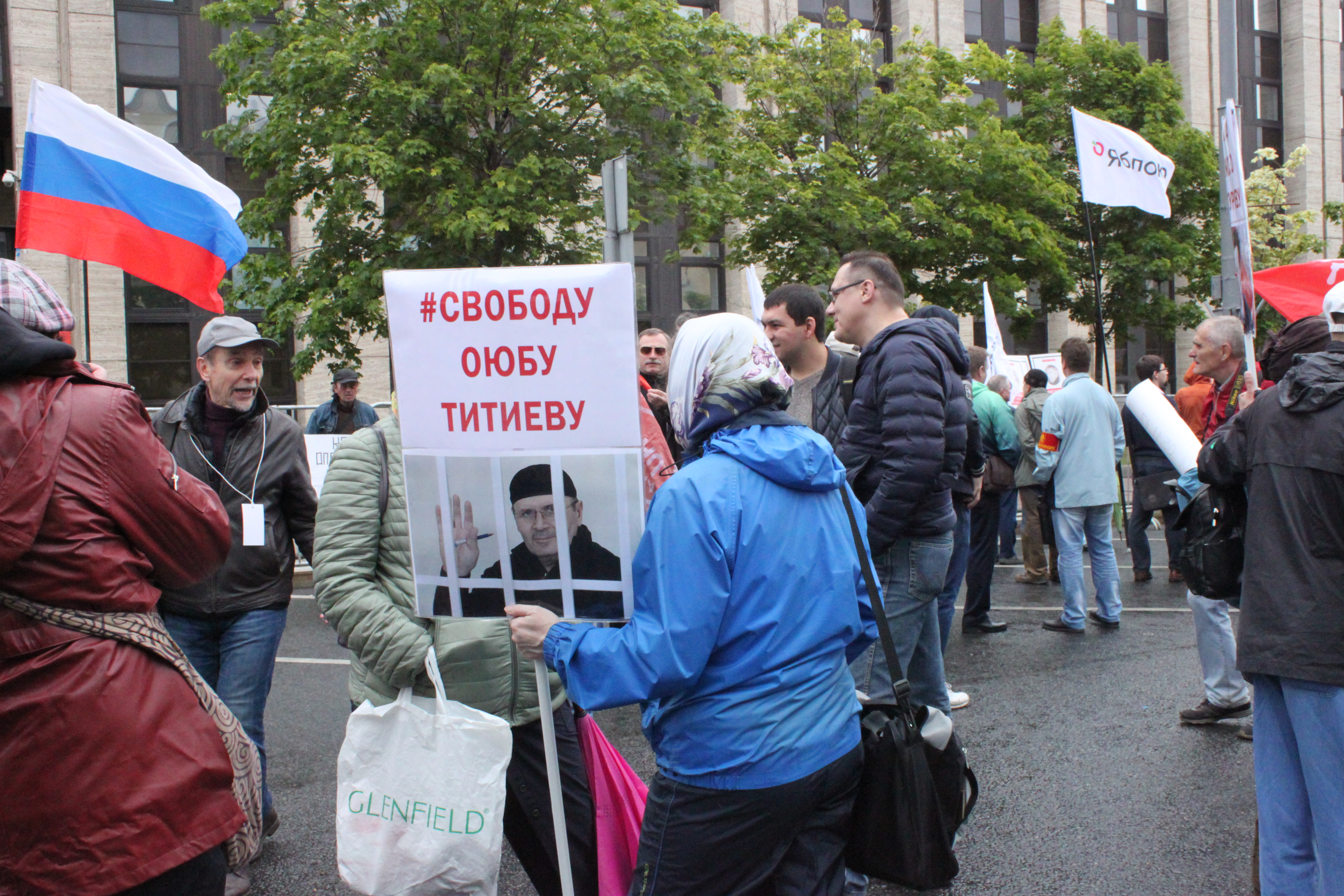
Протестующий с плакатом в поддержку Титиева в 2018 году

9 января 2018 года Оюб Титиев выехал из Курчалоя в сторону села Майртуп, где должен был в 9 часов утра встретиться со своим знакомым. По дороге его ВАЗ-111930 «Лада Калина» остановили сотрудники ДПС, по официальной версии — для проверки документов. При последовавшем досмотре машины полицейские обнаружили «полимерный пакет с веществом растительного происхождения со специфическим запахом марихуаны весом примерно 180 граммов». Затем Титиев был под сопровождением доставлен в курчалоевский РОВД для медицинского освидетельствования, а пакет с веществом отправлен на экспертизу. В тот же день «Мемориал» сообщил о задержании своего руководителя в Чечне.
11 января Шалинский городской суд арестовал Титиева до 9 марта по ходатайству следователя. В отношении правозащитника было возбуждено уголовное дело по ст. 228 Уголовного кодекса (незаконные приобретение, хранение, перевозка наркотиков). Сам Титиев вину не признал и в заявлении, направленном в управление Следственного комитета по Чеченской республике, обвинил полицейских в том, что они подбросили наркотики на его пассажирское сидение при осмотре машины. 12 января защита обжаловала арест на два месяца.
Председатель совета «Мемориал» Александр Черкасов связал задержание Титиева с его профессиональной деятельностью, «которая вызывала неодобрение со стороны чеченских властей». Председатель Совета по правам человека при президенте России Михаил Федотов сообщил, что СПЧ ещё 10 января обратился к руководству МВД с просьбой провести проверку задержания Титиева и взять ситуацию на контроль.
14 января адвокат обвиняемого Пётр Заикин сообщил, что Чечню из-за постоянных угроз покинула семья Оюба Титиева. Остались они в России или выехали за рубеж, адвокат не стал уточнять. По его словам, «под угрозой устроить проблемы семье, полицейские пытаются таким образом добиться от него [Титиева] признательных показаний».
24 января Александр Черкасов от лица международного «Мемориала» выпустил обращение к российской и международной общественности, призвав внимательно следить за «делом Титиева», как это было с делом руководителя карельского отделения «Мемориала», историком Юрием Дмитриевым. 28 января Ксения Собчак, на тот момент кандидат в президенты России, провела одиночный пикет в Грозном у «Памятника журналистам, погибшим за свободу слова» с плакатом «Свободу Оюбу Титиеву».
1 февраля Уполномоченный по правам человека Татьяна Москалькова призвала передать расследование дела Титиева на федеральный уровень. Аналогичное мнение высказал председатель Совета по правам человека при президенте России Михаил Федотов.
6 марта Старопромысловский районный суд продлил арест Титиева до 9 мая, отказав в поручительстве за него кандидатам в президенты России Григорию Явлинскому и Ксении Собчак.
4 мая во время рассмотрения апелляции на постановление Старопромысловского суда свои поручительства представили также правозащитница Светлана Ганнушкина и Герой России Сергей Нефёдов, которые также были отклонены судом.
Ряд ведущих международных правозащитных организаций (Human Rights Watch, Amnesty International, Front Line Defenders, FIDH, the World Organisation Against Torture) в совместном заявлении 11 января выступил в защиту Титиева и деятельности «Мемориала» на Кавказе. 8 февраля Европарламент принял резолюцию по делу Оюба Титиева. «Мемориал» включил Оюба Титиева в список политзаключённых.
18 марта 2019 года Шалинский городской суд Чечни приговорил Титиева к четырём годам лишения свободы в колонии-поселении.
10 июня 2019 года Шалинский городской суд условно-досрочно освободил Титиева из Аргунской колонии-поселения. На свободу Титиев вышел 21 июня 2019 года.

## Награды
8 октября 2018 года Парламентская ассамблея Совета Европы (ПАСЕ) присудила Титиеву премию имени Вацлава Гавела в области защиты прав человека.
11 декабря 2018 года получил премию «За права человека и верховенство закона», учрежденную министерством иностранных дел Франции и Германии.
В 2018 году стал лауреатом премии Московской Хельсинкской группы за мужество, проявленное в защите прав человека.
В 2019 году стал финалистом премии Бориса Немцова, заняв третье место по итогам голосования на сайте «Новой газеты».